# Sonny Dae and his Knights
Sonny Dae and his Knights war eine US-amerikanische Vokal-Gruppe. Die Band nahm das Original des Welthits Rock Around the Clock auf, der später von Bill Haley international bekannt gemacht wurde.

## Karriere
Sonny Dae war italienischer Abstammung und wurde 1931 als Pascal Vennitti geboren. In den frühen 1950er-Jahren trat er mit den Knights auf, die aber keine Rhythm-and-Blues-, Country- oder gar Rock-’n’-Roll-Band waren, sondern sich selbst als „instrumental, vocal and fun makers“ beschrieben. Zudem war die Gruppe reguläres Mitglied des Old Dominion Barn Dance, einer Country-Show aus Richmond, Virginia.
1953 brachte Jimmy Myers eine neue Komposition namens Rock Around the Clock an Sonny Daes Freund und regionalen Musiker Bill Haley, der den Song jedoch nicht für sein Label Essex Records aufnehmen durfte, da Labelbesetzer und Manager Dave Miller im Streit mit Myers war und es ablehnte, irgendeine Zusammenarbeit mit ihm einzugehen. Da Haley und Myers den Song aber produziert haben wollten, vermittelten sie Dae und die Knights an Arcade Records, ein lokales Country- (und späteren Rockabilly-) Label, das teilweise auch Haley gehörte. Sonny Dae und die Knights nahmen den Song offiziell am 20. März 1954 in Philadelphia auf; andere Quellen geben aber auch Ende 1953 als Aufnahmedatum an. Billboard stellte die Single aber in seiner März-Ausgabe 1954 vor, sodass 1953 als Aufnahmedatum weitaus wahrscheinlicher scheint. Veröffentlicht mit der B-Seite Movin‘ Guitar, einem Instrumentalstück, erreichte die Single in Philadelphia aber nur mäßigen Erfolg.
Bill Haley wechselte 1954 zu Decca Records, wo er Rock Around the Clock nun mit den Comets einspielte. Mit der Verwendung in dem Film Blackboard Jungle wurde der Song zu einem Welthit und löste den Siegeszug des Rock ’n’ Roll aus. Sonny Dae und die Knights hingegen machten keine weiteren Aufnahmen und verschwanden schließlich von der Bildfläche.
Ihre Version von Rock Around the Clock wurde 1978 auf der Rollercoaster-LP Rockaphilly! wiederveröffentlicht und ist auf der Doppel-CD The Story Of Rock Around The Clock enthalten. Dort sind auch 31 verschiedene Einspielungen dieses Titels mit Bill Haley veröffentlicht.

## Diskografie
| Jahr | Titel                                 | Plattenfirma     |
| ---- | ------------------------------------- | ---------------- |
| 1954 | Rock Around the Clock / Movin‘ Guitar | Arcade 45-AR-123 |